# Parlament von Katalonien
- Pro: 72
- Neutral: 2
- Contra: 71

Das Parlament von Katalonien (katalanisch Parlament de Catalunya, spanisch Parlamento de Cataluña) ist das Regionalparlament der spanischen Autonomen Gemeinschaft Katalonien, das Gesetze ausarbeitet und beschließt, den Präsidenten der Generalitat de Catalunya wählt sowie die Regierung Kataloniens kontrolliert.
Das Parlamentsgebäude befindet sich im Parc de la Ciutadella in Barcelona.

## Geschichte
Die ersten repräsentativen und gesetzgebenden Körperschaften Kataloniens waren die Assemblies de pau i treva (Frieden und Waffenstillstand), deren früheste Erwähnung aus dem Jahr 1027 stammt. Diese waren ursprünglich Ad-hoc-Treffen auf lokaler Ebene, die vom Klerus einberufen wurden (Oliba, Bischof von Vic, der 1046 starb, war ein bemerkenswerter Anstifter, wurde aber nach und nach in den Hof der Grafen von Barcelona eingegliedert). Der erste katalanische Gesetzestext, die Usatges de Barcelona, wurde von Graf Ramon Berenguer I aufgrund der Beschlüsse dieser Versammlungen verkündet.
Seit 1978 besitzt Katalonien den Status einer Autonomen Gemeinschaft innerhalb des spanischen Staates. Im Rahmen der demokratischen Reformen in Spanien kam es am 20. März 1980 zu den ersten Parlamentswahlen in Katalonien im Rahmen des Autonomiestatuts von 1979. Dieses erste Autonomiestatut wurde 2006 durch eine Neufassung mit erweiterten Kompetenzen abgelöst. Weiterhin strebt eine Mehrheit der katalanischen Parteien nach einer Ausweitung der autonomen Befugnisse. Das Parlament hat am 9. November 2015 eine Resolution zur Abspaltung von Spanien verabschiedet („Resolution über den Beginn des politischen Prozesses in Katalonien als Folge des Wahlergebnisses vom 27. September 2015“). Demnach sollten die Katalanen bis 2017 unabhängig sein. 72 Abgeordnete votierten für den Vorschlag der Unabhängigkeitsbefürworter, 63 dagegen. Mit Urteil vom 2. Dezember 2015 gab das Verfassungsgericht einer Klage statt und erklärte die Parlamentsresolution vom 9. November 2015 für verfassungswidrig und nichtig.

## Wahlsystem
Das Parlament von Katalonien besteht aus 135 Abgeordneten, die alle vier Jahre in direkten allgemeinen Wahlen gewählt werden. Diese werden in vier Wahlkreisen (den Provinzen) gewählt: 85 im Wahlkreis Barcelona, 17 im Wahlkreis Girona, 15 im Wahlkreis Lleida und 18 im Wahlkreis Tarragona. Die Zuteilung der Mandate erfolgt im D’Hondt-Verfahren allein auf Ebene der Wahlkreise. Es werden nur Parteien berücksichtigt, die im jeweiligen Wahlkreis mindestens drei Prozent der Stimmen erreicht haben. Die Verteilung der Sitze auf die vier Wahlkreise ist seit 1980 unverändert geblieben und folgte auch damals schon nicht dem reinen Proporz. Bei der Wahl 2012 kamen in der Provinz Barcelona ca. 47.500 Wahlberechtigte auf ein Mandat, in der Provinz Girona waren es 29.500, in der Provinz Lleida 20.900 und in der Provinz Tarragona 30.900. Da die Sitze allein auf Ebene der Wahlkreise ohne einen Ausgleich verteilt werden, führt dies in Verbindung mit der ungleichen Relation Wahlberechtigte je Sitz dazu, dass eine Mehrheit im Parlament nicht unbedingt mit einer Mehrheit der Gesamtstimmen verbunden ist.

## Aufgaben
Das Parlament beschließt Gesetze im Rahmen des Autonomiestatuts. Dieses regelt einerseits die Befugnisse der Autonomen Gemeinschaft gegenüber denen des spanischen Staates, andererseits das Zusammenspiel der katalanischen Institutionen, und ist somit funktionales Äquivalent einer Verfassung. Änderungen bedürfen der Zustimmung des katalanischen Parlaments, des spanischen Parlaments (in Form eines Organgesetzes) und der katalanischen Bevölkerung durch ein Referendum.
Das Parlament wählt den Präsidenten der Generalitat de Catalunya (President de la Generalitat de Catalunya), der das Oberhaupt der regionalen Selbstverwaltung ist. Der Präsident der Generalitat kann (Autonomiestatut, Art. 67 Nr. 8) einen Conseller Primer (so viel wie Premierminister) ernennen und ernennt die übrigen consellers (so viel wie Ressortminister), die zusammen den Consell Executiu oder Govern de la Generalitat de Catalunya (Regionalregierung) bilden.
Alle Institutionen der regionalen Selbstverwaltung zusammen (Parlament, Präsident und Regierung) bilden die Generalitat de Catalunya.